# Atletica leggera ai Giochi della IV Olimpiade - Getto del peso
La competizione del getto del peso di atletica leggera dei Giochi della IV Olimpiade si tenne il giorno 16 luglio 1908 allo Stadio di White City a Londra.

## L'eccellenza mondiale
| Record olimpico: 1904   | 14,81      | Ralph Rose      | Presente  |
| Migliore prest. europea | 14,88 1904 | Dennis Horgan   | Presente  |
| Migliore prest. stag.le | 14,44      | William Krueger | Non Qual. |

Tra maggio e giugno gli americani disputano le prime selezioni olimpiche, in tre luoghi diversi. Nel getto del peso i vincitori di questa storica prima edizione sono:
- Est: Wesley Coe con 13,98;
- Centro: John Garrels con 13,91;
- Ovest: Ralph Rose con 14,32.

L'americano Ralph Rose non ha rivali, la sua superiorità è netta. Appena giunto a Londra, in allenamento ha lanciato la sfera a 50 piedi (15,24 m).

## Risultati

### Turno eliminatorio
Tutti i 25 iscritti hanno diritto a tre lanci. Poi si stila una classifica. I primi tre disputano la finale (tre ulteriori lanci).
I tre finalisti si portano dietro i risultati della qualificazione.
La miglior prestazione appartiene a Ralph Rose (USA) con 14,08. Il secondo classificato, Denis Horgan (GBR), è distanziato di 75 cm. Le misure non sono elevate a causa della pioggia, che ha reso la pedana bagnata e scivolosa.
| Pos. | Atleta              | Nazione     | Misura |
| ---- | ------------------- | ----------- | ------ |
| 1    | Ralph Rose          | Stati Uniti | 14,08  |
| 2    | Denis Horgan        | Regno Unito | 13,33  |
| 3    | Johnny Garrels      | Stati Uniti | 13,18  |
| 4    | Wesley Coe          | Stati Uniti | 13,07  |
| 5    | Ned Barrett         | Regno Unito | 12,89  |
| 6    | Marquis Horr        | Stati Uniti | 12,83  |
| 7    | Jalmari Sauli       | Finlandia   | 12,58  |
| 8    | Lee Talbott         | Stati Uniti | 11,63  |
| -    | Juho Halme          | Finlandia   | ND     |
| -    | Charles Lagarde     | Francia     | ND     |
| -    | Henry Leeke         | Regno Unito | ND     |
| -    | James Barrett       | Regno Unito | ND     |
| -    | István Mudin        | Ungheria    | ND     |
| -    | Wilbur Burroughs    | Stati Uniti | ND     |
| -    | Martin Sheridan     | Stati Uniti | ND     |
| -    | Tom Nicolson        | Regno Unito | ND     |
| -    | Mikhail Dorizas     | Grecia      | ND     |
| -    | Verner Järvinen     | Finlandia   | ND     |
| -    | Hugo Wieslander     | Svezia      | ND     |
| -    | Elmer Niklander     | Finlandia   | ND     |
| -    | Bruno Zilliacus     | Finlandia   | ND     |
| -    | André Tison         | Francia     | ND     |
| -    | Mór Kóczán          | Ungheria    | ND     |
| -    | Nikolaos Georgantas | Grecia      | ND     |
| -    | Arne Halse          | Norvegia    | ND     |

### Finale
Horgan si migliora a 13,62; Rose gli risponde con 14,21. Vince con oltre mezzo metro di vantaggio.
| Pos.    | Atleta        | Età | Nazione     | Misura |
| ------- | ------------- | --- | ----------- | ------ |
| Oro     | Ralph Rose    | 24  | Stati Uniti | 14,21  |
| Argento | Dennis Horgan | 37  | Regno Unito | 13,62  |
| Bronzo  | John Garrels  | 23  | Norvegia    | 13,18  |
| 4       | Wesley Coe    | 29  | Canada      | 13,07  |
| 5       | Ned Barrett   | 28  | Regno Unito | 12,89  |
| 6       | Marquis Horr  | 28  | Stati Uniti | 12,83  |
| 7       | Jalmari Sauli | 19  | Finlandia   | 12,58  |
| 8       | Lee Talbott   | 21  | Stati Uniti | 11,63  |